# Avortement
Pour les articles homonymes, voir Avortement (homonymie).
Pour un avortement déclenché sur demande de la patiente dans un cadre légal, voir Interruption volontaire de grossesse.

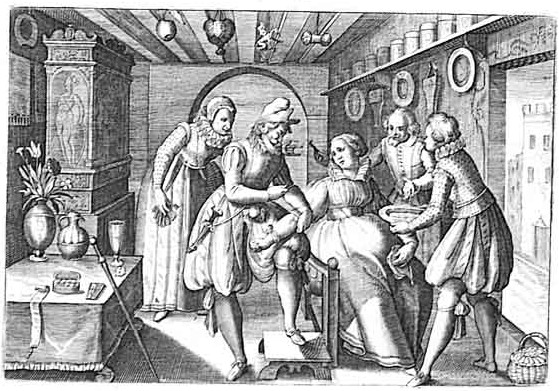
La saignée de la femme enceinte (gravure allemande du XVIIe siècle). Effectuée durant trois siècles, du XVIe siècle au XVIIIe siècle, la saignée avait pour but de fortifier la femme et l'enfant, sans que l'on prenne conscience de son caractère abortif.

L’avortement se définit comme l'interruption du processus de gestation, c'est-à-dire du développement qui commence à la conception par la fécondation d'un ovule par un spermatozoïde formant ainsi un œuf, qui se poursuit par la croissance de l'embryon, puis du fœtus, et qui s'achève normalement à terme par la naissance d'un nouvel individu de l'espèce. Cette interruption peut être provoquée ou spontanée.
Le terme d'avortement concerne toutes les espèces vivipares. Il peut entraîner, ou non, la mort du fœtus et son expulsion immédiate.

## Dans le cas de l'être l'humain

### Différentes situations et différents types d'avortement
Pour l'espèce humaine, on distingue plusieurs situations :
- On appelle avortement provoqué ou déclenché l'interruption volontaire d'une grossesse chez une femme par intervention humaine.
  - Lorsqu'il est motivé par des raisons médicales, soit parce que la poursuite de la grossesse serait dangereuse pour la santé de la femme, soit parce que le fœtus (ou l'embryon) est atteint de malformations, ou d'une maladie grave et incurable, on parle d'interruption médicale ou thérapeutique de grossesse (IMG).
  - Lorsqu'il est décidé pour des raisons non médicales, dans un cadre légal, on parle d'interruption volontaire de grossesse (IVG).
  - Lorsqu'il est pratiqué en dehors des conditions fixées par la loi, on parle d'avortement clandestin.
- On appelle fausse couche un avortement spontané ou provoqué par une cause soit pathologique soit accidentelle avant 22 semaines d'aménorrhée (ou pour un fœtus de moins de 500 g, selon l'OMS) ; au-delà de cette limite, on parle d'accouchement prématuré[3],[4].

### Législation

#### En France
L'avortement fait l'objet d'une législation spécifique, qu'il soit interdit ou autorisé. En France, Simone Veil dépénalise l'interruption volontaire de grossesse (IVG) en 1974 en faisant adopter la « loi Veil ». Le 8 mars 2024, l'interruption volontaire de grossesse entre dans la Constitution française.

#### Au Canada
Au Canada, le droit à l’avortement est protégé par la Charte canadienne des droits et libertés. En 1988, la Cour suprême du Canada a statué dans l’affaire R. c. Morgentaler que la loi sur l’avortement était inconstitutionnelle car elle violait les droits de la femme à la sécurité de sa personne. Depuis lors, l’avortement est légal à tous les stades de la grossesse, et est couvert par les régimes d’assurance-maladie provinciaux et territoriaux. Cependant, l’accès à l’avortement peut varier en fonction de la région, en particulier dans les régions rurales et éloignées. Malgré ces défis, le Canada reste un leader mondial en matière de droits reproductifs des femmes.

## Chez les animaux
Les animaux domestiques peuvent aussi subir un avortement décidé par le propriétaire, pour diverses raisons (médicale, élevage, simple volonté).